# Романя
 Тази статия е за областта в Италия.  За селището (Romagnat) във Франция вижте Романя (Франция).  
Романя (на италиански: Romagna, Rumâgna, Die Romanei, на лангобардски: Romania) е историческа област в Северна Италия, регион Емилия-Романя. Разположена е между Апенините и Адриатическо море, Република Сан Марино и Равена. Най-значимите градове са Равена, Имола, Фаенца, Червия, Форли, Чезена и курортът Римини.

## История
Романя попада в Папската държава с документа, познат като „Пипински дар“, от 754/756 г. Остава в Църковната държава до италианското обединение (Рисорджименто) през 1509 г.
Днес, заедно с областта Емилия, образува региона Емилия-Романя. Има площ от 6380,6 km² и 1 281 243 жители през 2014 г.
- Символът на Романя
- Пощенска марка от 1859 г.